# Eulintneria
Eulintneria là một chi bướm đêm thuộc họ Erebidae.